# Namsosbanan
Namsosbanan (norska: Namsosbanen) var en 51,5 kilometer lång järnväg som utgjorde en grenlinje från Grong station på Nordlandsbanan till staden Namsos. Den togs i reguljär drift 1934.
Persontrafiken lades ner 1978 och fram till 1999 bedrevs endast godstrafik på sträckan. Mellan Grong och Skogmo förekom enstaka godstransporter av spannmål fram till 2005. 2008 ändrades namnet från Namsoslinjen till Namsosbanan och 2012 togs en bro vid Skogmo bort så att spåret där spärrades. Därefter hade banan legat i träda med spåret bitvis asfalterat och 2021 beslutades att banan skulle tas ut ur det norska järnvägsnätet.